# Hans Hunziker (Mediziner)
Hans Hunziker-Kramer (* 2. August 1878 in Attelwil; † 17. Dezember 1941 in Basel) war ein Schweizer Arzt, Hochschullehrer für Hygiene und soziale Medizin, Abstinenzler und Stadtphysikus von Basel.

## Leben

### Jugend
Hans Hunziker entstammte einer Familie, in welcher der ärztliche Beruf Tradition hatte. Hunzikers Vater Johannes war Arzt mit eigener Landpraxis in Attelwil, Kanton Aargau; deine Mutter starb früh. Auf dem oft weiten Ritt im oberen Suhrental zu Patienten durfte Hans seinen Vater im Sattel begleiten. Er hatte eine Schwester, Martha Jucker-Hunziker (1876–1968). Ihr erlaubte der Vater nicht, Medizin zu studieren.
1890 siedelte Hans Hunziker mit seinem Vater nach Basel über. Dort besuchte er das Unter- und dann das Obergymnasium. Im Gymnasium fiel er bald als guter Schüler und wegen seiner Muskelkraft auf, die er auch gegen Lehrer anwandte. Er gehörte einer von Lehrern „geschätzten Schülergruppe“ an, der auch Moppert, Ed. Thommen und Rud. Schwarz angehörten.
Nach seiner Gymnasialzeit studierte er Medizin in Basel, Genf, Heidelberg und München. 1906 promovierte er an der Universität Zürich mit einer Inaugural-Dissertation über Intraventrikuläre Hirntumore.
In diesen Jahren wurde Hunziker wesentlich von Gustav von Bunge und Auguste Forel, deren Schüler er war, und deren Enthaltsamkeitsideologie beeinflusst. Zu seinen Jugendfreunden zählten Eugen Blocher und Heinrich Reese. Sie waren wie Hunziker Kommilitonen von Libertas, einer „Studentenverbindung, die sich unter der Führung von Bunge und Forel die Bekämpfung der damaligen Trinksitten zum Ziele gesetzt hatte“.
In seiner Studienzeit lernte er seine Lebensgefährtin und Ehefrau Brunhilde Kramer kennen. Mit Kramer, die selber Ärztin in St. Gallen war, hatte er zwei Töchter.
Mit der Absicht, später zur Chirurgie zurückzukehren, ging Hunziker dann zur pathologischen Anatomie über ans Pathologische Institut in Zürich. Aufgrund von Hautüberempfindlichkeit wandte er sich davon ab und betätigte sich als Frauenarzt an der Zürcher geburtshilflichen Klinik / Zürcher Frauenklinik.
Nach seiner Heirat liess er sich mit seiner Gattin als Arzt und Gynäkologe in Basel nieder und eröffnete mit ihr dort eine Arztpraxis und arbeitete als praktischer Arzt.
Zwei Jahre lang war Hunziker unter Eugen Enderlen Assistenzarzt der Chirurgischen Klinik in Basel. Ursprünglich war Hunziker an Geburtshilfe interessiert. Unter dem Einfluss von Eugen Bleuler änderte er seine Richtung hin zur Psychiatrie. Sein Interesse für die Psychiatrie führte dazu, dass er 1908 zum Hausarzt der Basler Strafanstalt ernannt wurde, eine Tätigkeit, die er nebenberuflich ausübte.

### Politik
Sein früh gewonnener Einblick in hygienische Missstände, insbesondere „Alkoholismus“, bewog ihn dazu, ein öffentliches Amt bekleiden zu wollen. Sein Ziel war die „Prophylaxe“ und die „Erhaltung der Volksgesundheit“. Am 1. Juli 1911 wurde Hunziker zum Vorsteher des kantonalen Gesundheitsamtes von Basel-Stadt berufen und löste Fritz Aemmer, der in die Basler Regierung eintrat, in diesem Amt ab. Um sich vollständig seiner neuen Aufgabe zu widmen, musste Hunziker seine Arztpraxis aufgeben. Zu seinen Aufgaben in diesem Amt gehörten unter anderem: die sanitarische Untersuchung der Staatsbeamten; die Aufsicht über das Ärzte- und Apothekerwesen und über die Heil- und Pflegeanstalten; Massnahmen zu veranlassen im Fall von Grippeepidemien. Hunziker diente auch als Delegierter des Regierungsrates in verschiedenen Kommissionen. Zu seinen Vertrauten zählte er unter anderem Regierungsrat Edwin Zweifel.
1912 kam seine Tochter Rose Reimann-Hunziker zur Welt.
Parallel zu seinem öffentlichen Amt, wo er als praktischer Hygieniker waltete, wirkte er in Kommissionen und Vereinen mit, hielt öffentliche Vorträge über Volkshygiene und leistete während des Ersten Weltkrieges 1914 bis 1918 Dienst als Sanitätsoberstleutnant (Armee-Hygieniker).

In seinem Amt trug er durch Vorträge und gemeinverständliche hygienische Merkblätter einiges zur hygienischen Aufklärung breitester Volksschichten bei. Als ehemaliger Schüler von Gustav von Bunge und Auguste Forel stellte er sein Wissen in den Dienst der Antialkoholbewegung Basels. Er trug zur „Aufklärung“ von Kameraden und Kommilitonen in der Abstinenzbewegung von Patria und Helvetia sowie in der Studentenverbindung Libertas bei und wirkte bei der Gründung neuer Sektionen solcher Vereinigungen mit. Als Zentralpräsident und Gründer der Alt-Libertas hatte er dazu noch mehr Einfluss.

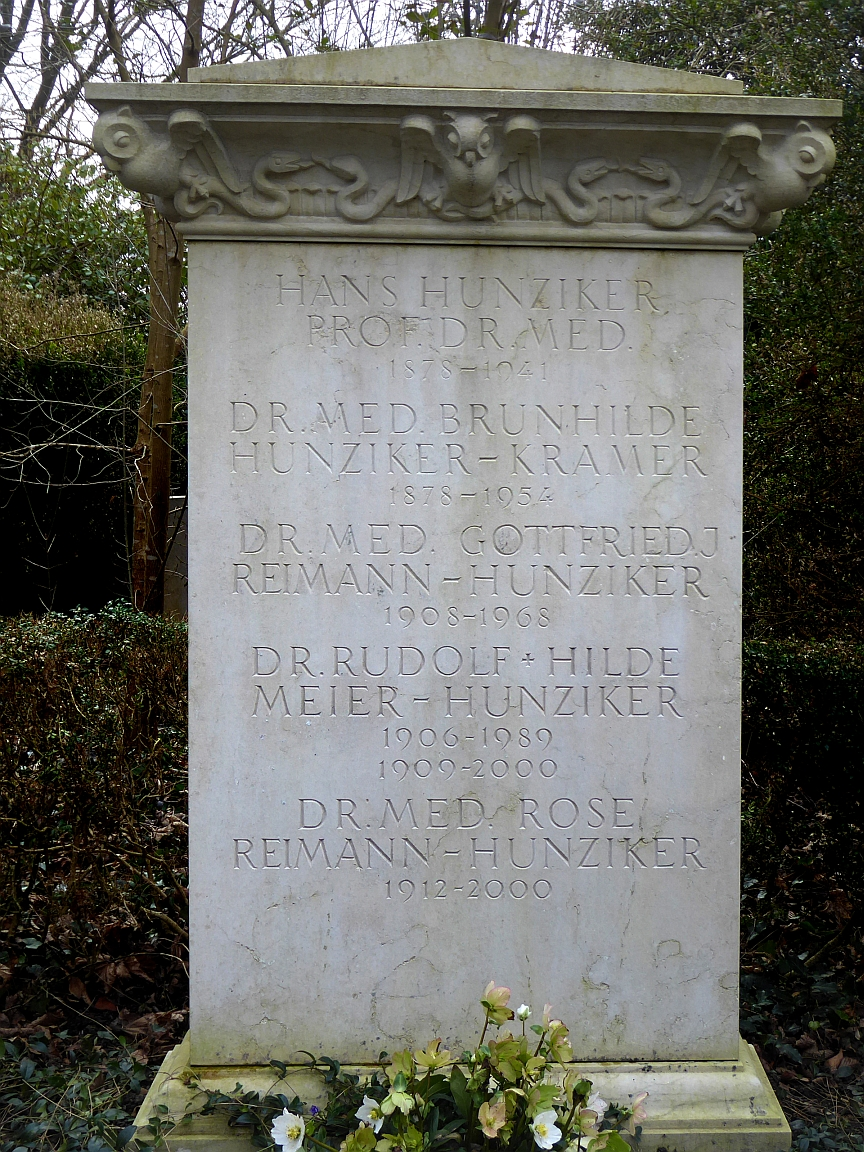
Familiengrab auf dem Friedhof am Hörnli, Riehen, Basel-Stadt

### Lehrtätigkeit
Am 20. November 1917 habilitierte er und wurde Privatdozent (Venia docendi) für Hygiene und soziale Medizin/Sozialpsychiatrie an der Universität Basel. In den Jahren 1917 und 1918 reiste er als Vertreter der Schweiz mehrmals nach Deutschland und Frankreich zur Leitung und Beaufsichtigung von Interniertentransporten. 1922 wurde er zum Ehrenmitglied der Fédération Dentaire Internationale, und später des Royal Sanitary Institutes in London, ernannt. 1924 nahm er im Dienst des Völkerbundes an einer Studienreise europäischer Sanitätsdirektoren nach Nordamerika teil. Am 10. Juli 1925 wurde er zum ausserordentlichen Professor ernannt.
Am 20. Juni 1931 erhielt er einen Lehrauftrag für spezielle Gebiete der sozialen Hygiene. Hunziker betreute verschiedene, unter anderem medizinhistorische, Doktorarbeiten. Er wurde Vorsitzender des Vereins beamteter Ärzte der Schweiz. Ab 1930 war er Vorsitzender der Schweizerischen Gesellschaft für Gesundheitspflege.
Im Zweiten Weltkrieg leistete Hunziker Dienst als Sanitätsoberst. In dieser Aufgabe befasste er sich hauptsächlich mit der Bekämpfung und Vorbeugung von Epidemien. Als Oberst der Sanität, Chef der Hygienesektion der Abteilung für Sanität, war er auch beratender Hygieniker des Oberfeldarztes der Armee Oberstbrigadier Paul Vollenweider. Einer seiner engsten Vertrauten war zudem Sanitätsoberst Hans Maier.
1941 starb er unerwartet an einem Herzanfall im Bürgerspital Basel; Tage zuvor hielt er noch Vorlesungen in der Universität Basel. Er wurde auf dem Basler Friedhof am Hörnli bestattet; Abschiedsrede hielt sein Schwager Pfarrer Jucker-Hunziker.

## Werk
Hunziker verfasste wissenschaftliche Werke auf den Gebieten der allgemeinen und sozialen Hygiene. Er verfasste auch Beiträge auf dem Gebiet der Neuropsychiatrie. Hervorzuheben „sind seine Monographien über Spezialfragen der pathologischen Anatomie, der allgemeinen und sozialen Hygiene, der Bekämpfung der Epidemien, der Kirchhofhygiene und der Medizinalstatistik“, insbesondere der „Alkoholfrage“. Gemäß Alfred Gigon zeigt Hunzikers Arbeit über Darstellungen des Strumas in Malerei und Plastik des 16. Jahrhunderts, wie er „seine Studien über Kunst und Wissenschaft zu verbinden verstand“.
Neben seiner wissenschaftlichen Tätigkeiten hielt er Vorträge, um die Öffentlichkeit über gesundheitliche Probleme aufzuklären. Dazu gehörten die Bekämpfung von Schnaken-, Ratten- und Mäuseplage, die Vorbeugung gegen Epidemien wie Typhus, Tuberkulose und Kropf sowie die Mitwirkung im Samariterwesen und beim Gasschutz.

## Schriften (Auswahl)
- Die Basler Thyphusepidemie vom August 1931. Vortrag in der Medizinischen Gesellschaft Basel am 3. Dezember 1931. Schweizerische Medizinische Wochenschrift. Jahrgang 62, Nr. 38. Basel: Benno Schwabe, 1932.
- Das Wasser als Träger von Krankheitskeimen. Vortrag gehalten an der 58. Jahresversammlung des Schweizer Gas- und Wasser-Fachmännervereines (SVGW) in Basel, 5. September 1931. Monats-Bulletin des Schweizerischen Vereins von Gas- und Wasserfachmännern. Zürich (Drei-König-Str. 18), Jahrgang 1931. Nr. 10.
- Die Bedeutung des Rheinstauwerks Kembs für die Abwasseranlage und den Grundwasserstand der Stadt Basel und die zur Vermeidung hygienischer Missstände notwendigen Massnahmen. Aus: Technische Hygiene. Beilage Schweizerische Zeitschrift für Strassenwesen, Zürich, 1931, Nr. 7/8.
- Hygienische Gesichtspunkte beim Bau des neuen Zentralfriedhofes in Basel. Aus: Technische Hygiene. Beilage zur Schweizerische Zeitschrift für Strassenwesen. Nr. 5. Solothurn: Vogt-Schild, 1931.
- Welche Anforderungen sind an den Hygieneunterricht für Lehrer und Schüler zu stellen?. Schweizerische Zeitschrift für Gesundheitspflege und Archiv für Sozialfürsorge. Jahrgang VIII, Heft 5. Zürich: Gutswiller, 1928.
- Der Kampf gegen das Kurpfuschertum in der Schweiz. Veröffentlichungen aus dem Gebiete der Medizinalverwaltung. Band 27, Heft 8. Berlin: Schoetz, 1928. S. 7–16.
- Über das Sanitätswesen der Vereinigten Staaten von Nordamerika: Bericht über eine Studienreise höherer Sanitätsbeamter nach Nordamerika. In: Schweizerische Zeitschrift für Gesundheitspflege, Jahrgang 4, Zürich: Gutzwiller, 1924 (23 Seiten)
- Beitrag zur Lehre vom Acardiacus amorphus. 1907.